# Nemaha (Nebraska)
Nemaha je selo u američkoj saveznoj državi Nebraska. Prema popisu stanovništva iz 2010. u njemu je živjelo 149 stanovnika.